# Excirolana linguifrons
Excirolana linguifrons är en kräftdjursart som först beskrevs av Richardson 1899.  Excirolana linguifrons ingår i släktet Excirolana och familjen Cirolanidae. Inga underarter finns listade i Catalogue of Life.